# 司士
司士是中國古代官名。西周置，位次三公，与六卿相当，与司马、司空、司徒、司寇并称五官，掌纠察百官，相当于汉朝的御史大夫。后世无闻。